# بيتر ستافورد
بيتر ستافورد (بالإنجليزية: Peter Stafford)‏ هو صحفي أمريكي، ولد في 11 أبريل 1939 في أوكلاند في الولايات المتحدة، وتوفي في 20 يوليو 2007 في سانتا كروز في الولايات المتحدة.